# NGC 3321
NGC 3321 (ook wel NGC 3322) is een spiraalvormig sterrenstelsel in het sterrenbeeld Sextant. Het hemelobject werd in 1880 ontdekt door de Britse astronoom Andrew Ainslie Common.

## Synoniemen
- NGC 3322
- MCG -2-27-10
- UGCA 214
- IRAS10363-1123
- PGC 31653

## Grensgeval
NGC 3321/3322 bevindt zich op Eugène Delporte's grenslijn tussen de sterrenbeelden Sextant en Waterslang, waardoor dit sterrenstelsel in sommige lijsten vermeld is als een object in de Sextant, en in andere lijsten als een object in de Waterslang.